# 한국수산해양교육학회
한국수산해양교육학회(The Korea Society for Fisheries and Marine Sciences Education)는 수산해양산업에 관한 교육의 연구와 발전에 기여함을 목적으로 설립된 대한민국의 학술단체이다. 사무실은 부산광역시 남구 대연3동 599-1, 부경대학교 수해양산업교육과 내에 있다.

## 주요 사업
- 관련분야의 발전을 위한 조사 및 연구
- 학술발표회, 강연회 및 강습회의 개최
- 학회지, 도서 및 기타 출판물의 간행
- 국내외 학술단체 및 기관과의 학술교류
- 관련분야의 교육정책 개발 및 교육현장 개선을 위한 활동
- 기타 본 회의 목적달성을 위하여 필요한 사업